# Лак-де-Трюит
Лак-де-Трюит (фр. Lac des Truites, букв. «озеро форели»; фр. Lac du Forlet) — пруд, расположенный на территории коммуны Сультсерен (департамент Верхний Рейн). Самый высокогорный из вогезских водоёмов.
Этот маленький пруд расположен на большом ледниковом цирке, окружённом обрывистыми склонами, достигающими 1303 метра в высоту.

## Топонимика

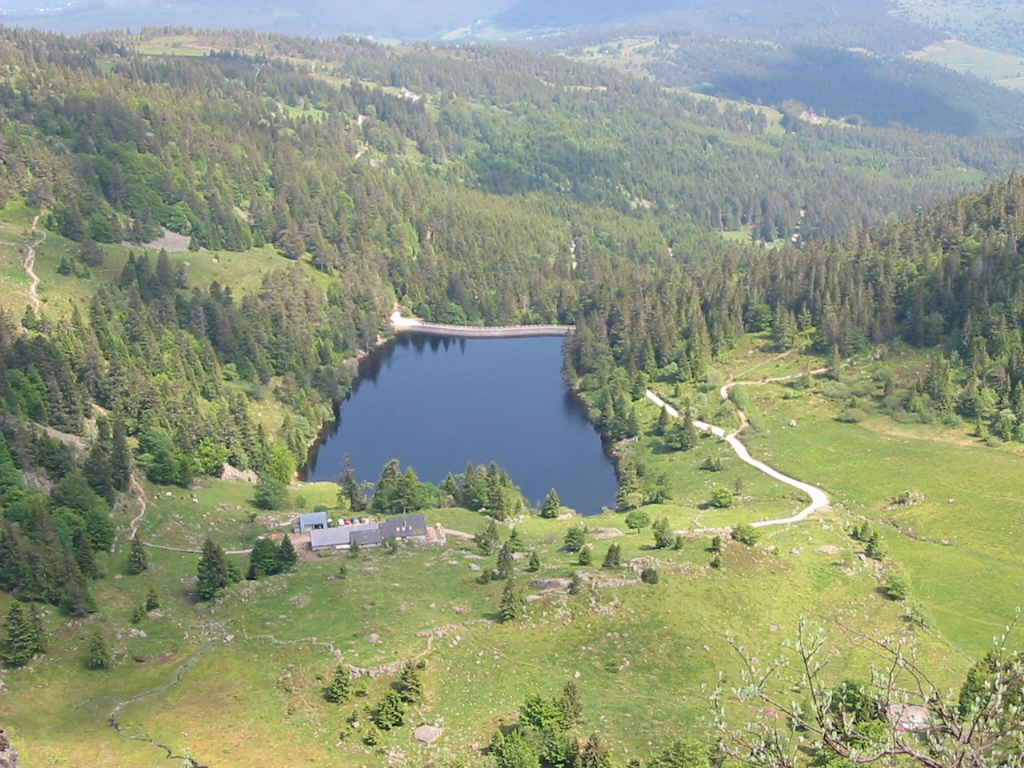
Впадина Форле

Нынешнее название произошло из-за ошибки в немецком языке. Первоначально водоём носил название 'lac du Foehrlé' — «озеро, окружённое маленькими соснами». Слово Foehrlé — заимствование из немецкого языка, где die Forle — «сосна обыкновенная». Позже, название озера претерпело изменения сначала в Forlen, а затем в die Forellen — «форели» по-немецки. По-французски форель будет des Truites. На карте Французского государственного института географии озеро значится как 'Lac des Truites', так и 'Lac Foehrlé'.
Кроме того, аббаты церкви Мурбах использовали водоём как садок для разведения карпов, поэтому его часто называли Karpfenweiher — «пруд карпов»
На местном эльзасском диалекте немецкого языка пруд называется Forlenweier, а на местном вельшском диалекте французского языка — reïf tou blan.

## Плотина
Работы по возведению плотины велись между 1835 и 1837 годами. В 1853 году её укрепляли от разрушительных воздействий реки Фехт.
По типу это насыпная гравитационная плотина, состоящая из дамбы в земле и защищённая каменной кладкой и стеной из бетона.
Максимальная высота плотины — 11,3 метра. Гребень плотины располагается на высоте 1061 метр над уровнем моря. Толщина плотины — 10 метров, её длина — 130 метров.

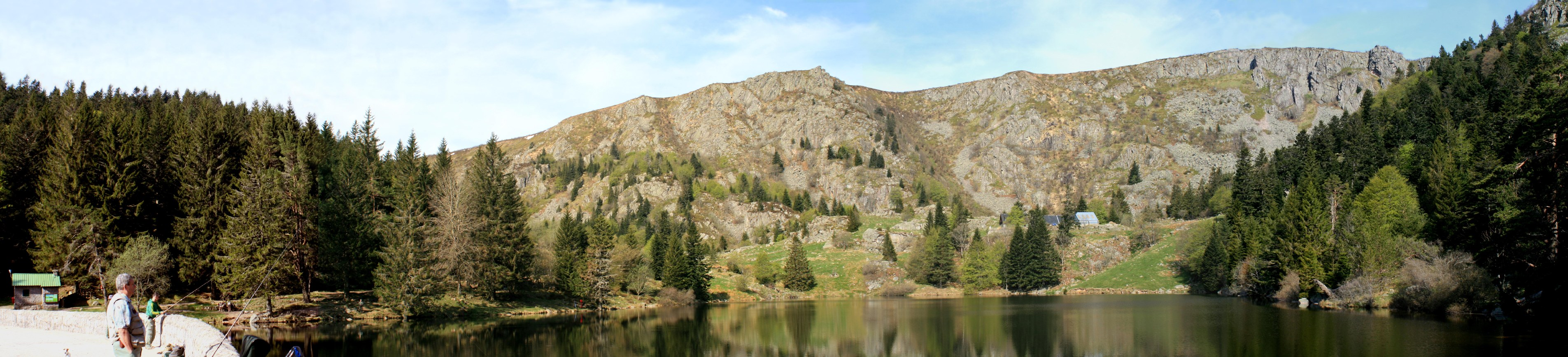
Панорама со стороны плотины